# Чертков Євген Олександрович
Євген Олександрович Чертков (нар. 1938, Запоріжжя, СРСР) — радянський та український спортсмен і тренер з греко-римської боротьби. Майстер спорту СРСР, заслужений тренер СРСР, заслужений тренер України, заслужений працівник фізичної культури та спорту України.

## Біографія
Народився 24 жовтня 1938 року у Запоріжжі.
Батько пішов на фронт німецько-радянської війни, Євген залишився з матір'ю у Запоріжжі, пережив окупацію міста.
Після закінчення школи працював на заводі «Комунар» та одночасно займався боротьбою у заводському спортклубі. Потім служив у лавах Радянської армії, ставши призером чемпіонату Білоруської РСР. Повернувшись до Запоріжжя у 1960 році, почав працювати тренером. За понад 55 років роботи тренером-викладачем з вільної та греко-римської боротьби у Запоріжжі Чортков підготував 136 майстрів спорту СРСР та України, 18 майстрів спорту міжнародного класу та трьох заслужених майстрів спорту. П'ять вихованців Євгена Чорткова отримали звання «Заслужений тренер України».
Серед багатьох його вихованців найтитулованішими є:
- Армен Варданян — дворазовий чемпіон Європи, дворазовий срібний призер чемпіонату світу, призер Олімпійських ігор,
- Геннадій Єрмілов — дворазовий чемпіон світу, чемпіон Європи, дворазовий чемпіон СРСР,
- В'югар Рагімов — дворазовий чемпіон Європи, чемпіон Кубка Світу, заслужений майстер спорту,
- Олександр Хвощ — дворазовий чемпіон Європи, дворазовий чемпіон України, володар Кубка України,[5]
- Валерій Волк, Петро Ілліченко та Костянтин Балицький — призери чемпіонату Європи,
- Давид Манукян — другий призер чемпіонату Європи, четвертий на Олімпійських іграх у Сіднеї.
- Парвіз Насібов — дворазовий бронзовий призер чемпіонатів Європи, дворазовий срібний призер Олімпійських ігор.

Євген Чортков є президентом громадської організації «Запорізька обласна федерація греко-римської боротьби», а також членом президії та головою тренерської ради Федерації греко-римської боротьби України.

## Нагороди
За свої досягнення Чертков був нагороджений орденами «За заслуги» (I, ІІ та ІІІ ступеня), князя Ярослава Мудрого V ступеня; відзначений подякою прем'єр-міністра України, обласними та міськими нагородами; медалями «За особистий внесок у розвиток міста Запоріжжя» та «За заслуги перед Запорізьким краєм». Почесний громадянин Запорізької області (2014), Почесний громадянин Запоріжжя (2017). Рішенням міжнародної організації FILA у 2010 році був нагороджений Золотим орденом як видатний тренер сучасності.
Цитати
«Чертков Євген Олександрович — тренер жорсткий, але справедливий. Він якось по-своєму вміє розгледіти майбутнього чемпіона. Важливою професійною рисою Євгена Олександровича є уміння підійти до кожного вихованця, знайти в ньому ті якості, які необхідно розвивати для досягнення вищих результатів».
Армен Варданян, бронзовий призер Олімпійських ігор
1. 1 2  Поздравляем Евгения Черткова!
2. ↑  Два жителя Запорожья станут «Почетными гражданами города». Архів оригіналу за 29 жовтня 2021. Процитовано 29 жовтня 2021.
3. ↑  Евгений Чертков: «Я человек жесткий, но справедливый». Архів оригіналу за 2 серпня 2017. Процитовано 2 серпня 2017.
4. ↑  Евгению Александровичу Черткову — 75 лет!. Архів оригіналу за 2 серпня 2017. Процитовано 29 жовтня 2021.
5. ↑  Александр Хвощ: «Я не верю ни в талисманы, ни в приметы»
6. ↑  Федерація греко-римської боротьби України. Архів оригіналу за 29 жовтня 2021. Процитовано 29 жовтня 2021.
7. ↑  Коваленко Б. (22.09.2015). В Запорожье встретили победителей чемпионата мира по борьбе. Индустриалка. Архів оригіналу за 2 серпня 2017. [Архівовано 2017-08-02 у Wayback Machine.]
8. ↑  Рішення обласної ради від 30.10.2014 № 35 “Про присвоєння звання “Почесний громадянин Запорізької області” Черткову Є.О.”. Запорізька обласна рада. Архів оригіналу за 28 січня 2018. Процитовано 29 жовтня 2021.
9. ↑  Двое запорожцев получили звание «Почетный гражданин». 30.08.2017. Архів оригіналу за 2 листопада 2021. Процитовано 29 жовтня 2021.
10. ↑  Поздравляем Евгения Черткова!. Архів оригіналу за 17 жовтня 2018. Процитовано 29 жовтня 2021.
11. ↑  С. Н. Бубка, М. М. Булатова (2011). Олімпійське сузір’я України: Тренери (укр.) . Київ: Олімпійська література. с. 48. ISBN 978-966-8708-44-2.